# Raffaella Calloni
Raffaella Calloni (née le 4 mai 1983 à Busto Arsizio, dans la province de Varèse, en Lombardie) est une joueuse italienne de volley-ball. Elle mesure 1,87 m et joue au poste de centrale. 

## Clubs
| Club                  | Pays        | De        | À         |
| --------------------- | ----------- | --------- | --------- |
| Ardor Bustese         | Italie      | 1997-1998 | 1999-2000 |
| Club Italia           | Italie      | 2000-2001 | 2000-2001 |
| Asystel Volley Novara | Italie      | 2001-2002 | 2001-2002 |
| Busto Arsizio         | Italie      | 2002-2003 | 2004-2005 |
| Asystel Volley Novara | Italie      | 2005-2006 | 2005-2006 |
| Monte Schiavo Jesi    | Italie      | 2006-2007 | 2009-2010 |
| Villa Cortese         | Italie      | 2010-2011 | 2010-2011 |
| VK Bakı               | Azerbaïdjan | 2011-2012 | 2011-2012 |
| Imoco Volley          | Italie      | 2012-2013 | …         |

## Palmarès
- Top Teams Cup
  - Vainqueur : 2006.
- Challenge Cup
  - Vainqueur : 2009.
  - Finaliste : 2012.
- Supercoupe d'Italie
  - Vainqueur : 2005.
  - Finaliste : 2013.
- Coupe d'Italie
  - Vainqueur : 2011.
- Championnat d'Italie
  - Finaliste : 2013.